# 산불 진압

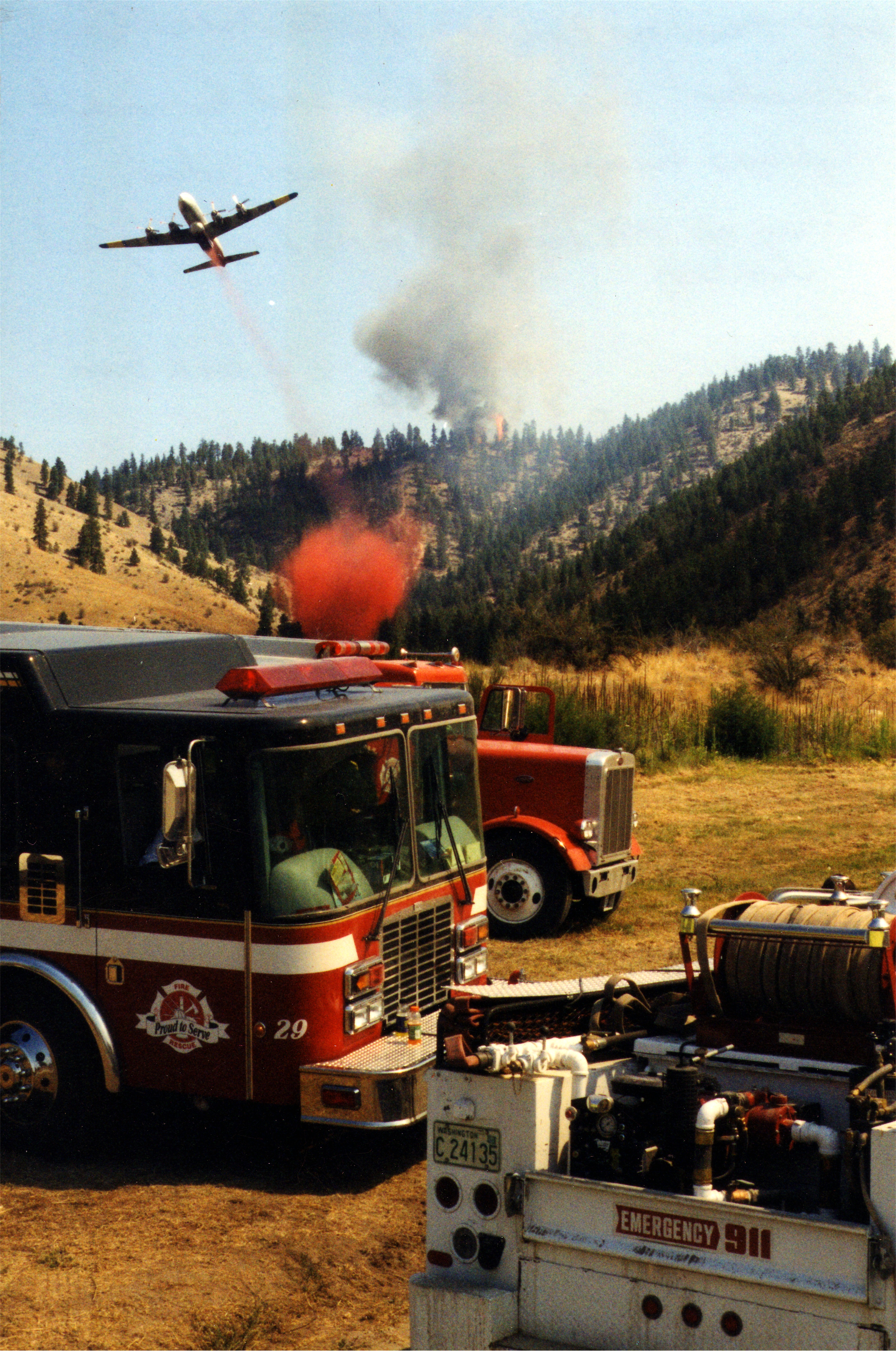
2002년 미국 워싱턴주의 산불 진압

산불 진압(wildfire suppression)은 산불을 진압하는 데 사용되는 다양한 소방 전술이다. 소방 활동은 이용 가능한 연료, 지역 대기 조건, 지형의 특징, 산불의 규모와 같은 여러 요인에 따라 달라진다. 이러한 이유로 야생 지역에서의 산불 진압에는 일반적으로 인구가 많은 지역에서 발견되는 보다 익숙한 구조적 소방과는 다른 기술, 장비 및 훈련이 필요하다. 특별히 설계된 항공 소방 항공기, 소방차, 도구, 소방 폼, 방화제와 함께 작업하고 다양한 소방 기술을 사용하여 산불 훈련을 받은 승무원은 화염을 진압하고, 방화선을 구축하고, 화염과 열 영역을 진압하여 자원과 자연 황무지를 보호한다. 산불 진압은 또한 인구가 많은 지역과 야생 지역이 접하는 야생지-도시 경계 문제를 해결한다.
미국과 다른 국가에서 화재를 최소화하기 위한 공격적인 산불 진압은 종종 상당한 야생지를 보호하고 구했지만 때로는 연료 부하가 축적되어 대규모 재앙 화재의 위험이 증가했다.

## 같이 보기
- 산불 목록
- 공중 소화